# Катар на літніх Олімпійських іграх 1988
Катар брав участь у Літніх Олімпійських іграх 1988 року у Сеулі (Корея) вдруге за свою історію, але не завоював жодної медалі.

## Результати по події

### Легка атлетика
Чоловіки, 10000 метрів
- Ахмед Ібрагім Варсама